# 육임신과
육임신과(六壬神課)는 2000년전에 성립된 점술로서 흔히 천문은 태을(太乙) 지리는 기문(奇門) 인사는 육임(六壬) 이라 하여 인사점단의 최고경지라 일컬어지는 점술이다. 육임은 태을 그리고 기문과 함께 삼식(三式) 중 하나로 의문이 생긴 시각의 천문현상을 바탕으로 풀이가 이루어진다는 것과 예측된 길흉성패를 육임의 이치로 변화 시키는 육임조작법 이 함께 전해지는 부분이 다른 점술들과의 큰 차이점이 된다.
전설상으로 구천현녀 가 황제에게 내려주어 세상을 통치하게 하였다하여 제왕학(帝王學)이라고 불리는 계기가 되었다. 육임(六壬)이라는 이름은 하늘은 수의 기운을 시작으로(天一生水)하여 변화가 생겨나고, 임(壬)은 해(亥)에 해당하니 곧 건(乾)에 속한다. 건(乾)은 역(易)에서 으뜸이 되니 이러한 이름이 붙었다고 한다. 즉 육임을 알게 되면 하늘의 뜻과 삼라만상의 모든 변화를 읽을 수 있게 된다는 믿었다.

## 역사
육임에 관련된 내용은 예전부터 여러 고전에 언급이 되어 왔는데 가장 대표적인 것은 청나라(淸朝) 때에 완성된 고금도서집성(古今圖書集成)과 건륭황제때 완성된 사고전서(四庫全書)에 기록되어 있다는 점으로 국학(國學)으로서 그 정통성을 인정받았다는 것을 알 수 있다.
또 춘추전국시대(春秋戰國時代)의 오씨춘추(呉越春秋)나 수나라 때의 오행대의(五行大義)에도 그 이름이 언급되어 있으며 당나라 시대에 특히 성행하였다. 북송(北宋) 때의 소언화(邵彥和)와 능복지(凌福之) 그리고 진공헌(陳公獻)등은 육임의 명인으로 꼽힌다. 또 예부터 나라를 다스리는 관리나 책사들에게 육임은 반드시 익혀야 했던 필수과목으로 여겨졌다. 대표적으로 삼국지의 제갈공명이 유명하며 그 외에 한나라 유방을 도와 한나라를 세운 장량. 그리고 명나라 주원장을 도왔던 유백온 역시 육임의 명인으로 손꼽힌다.

## 개요
월장(月將)이라고 부르는 태양이 위치한 황도상의 위치와 12시진의 조합으로 천지반도와 사과삼전 이라고 부르는 천문정보가 담긴 표를 기본으로 작성을 한 후 판단을 하게 된다. 종합적인 판단에는 12천장(十二天將)이라고 불리는 신들이 자리를 하게 되는데 이 신들의 의미로서 길흉화복을 알게 된다.

## 본문
육임으로 점사를 보기 위해서는 아래와 같은 절차를 거치게 된다.
1. 점을 보고자 하는 시각과 태양의 황도상의 위치를 참고하여 천지반도를 만든다.
2. 점을 보고자 하는 날의 간지를 이용하여 사과(四課)를 작성한다.
3. 사과를 참고하여 삼전(三傳)을 작성한다.
4. 천지반도에 12천장을 배포한다.
5. 공망, 덕신, 록신과 같은 길흉신살이 배치된다.
6. 사과삼전과 천지반도가 가지는 특수한 구성을 파악한다.
7. 이를 보고자 하는 사안에 비추어 종합 판단하게 된다.

이와 같이 육임은 하늘의 기운을 보고자 하는 사안에 비추어 판단을 하기 때문에 매우 논리정연하게 사건의 흐름과 결과를 알 수 있게 된다.

#### 12천장
삼라만상을 주관하는 하늘의 신으로서 12천장. 또는 12천관이라 부른다.

#### 육임처방법
처방법은 육임과전을 통한 예측이 흉(凶)하게 나왔을 경우 예측과 동일한 원리를 사용하여 길(吉)로 전변 시키는 방법이다. 실수법으로는 다양한 방법들이 있으나 육임식반 상에서 약신(藥神)에 해당되는 글자를 선정하여 그에 해당하는 육임부를 제작하거나 특정 물품을 선정해 조작하는 것이 공통점이다.
그 외에 옥추경 등의 경문과 함께 제례의식(祭禮儀式)으로 진행하는 경우가 있다.

## 분류
삼식(三式) 중 하나인 육임신과는 태을신수, 기문둔갑과 다르게 많은 술사들이 연구해 왔다. 일반적인 분류로는 귀인부법을 신법으로 행하며 해단에서 오행생극제화를 중시하는 원수산 선생 방식의 오행파와, 당.송시대에 주로 운용된 귀인부법의 고법으로 행하며 각종 신살이 주로 활용되는 고전파(신살파)로 나뉜다. 그 외에 문파마다 각각의 독특한 육임법수를 전수하고 있다.

#### 투파육임
명징파(明澄派)에서 전해지는 육임이다. 신살보다 형충회합 생조극설을 중시한다. 일반법칙, 특수법칙이라고 하여 형충회합과 생조극설 중 중시해서 봐야 하는 부분을 선정하는 것이 특징이다. 육임선길에 해당하는 방위술과 육임풍수에 해당하는 풍수가 전해진다. 육임풍수 중 양택 즉 가상술이 독특한데 이는 래방시를 기점으로 과전을 조식해 집의 길흉을 판단하는 일반적인 방법이 아니라 집 자체의 구조로 과전을 조식하는 풍수이기법에 해당한다. 거주자의 직업을 보고 그에 적합한 천간을 배정하여 일간으로 삼고 과전을 조식하며 이를 통해 집의 길흉을 선정하므로 다른 양택풍수와 다르게 거주자의 직업에 따라 해당 집의 길흉이 달라지는 것으로 보는 것이 특징이다. 일본의 괘천장영과 좌등육룡이 전수하고 있다.

### 소담육임
청대 이전의 귀인법을 활용하며 실제 정단 상담과 소담 육임 아카데미를 열어 후학 양성에 매진 중이다. 많은 육임가들이 64과체를 위주로 단조롭게 정단하는 것과는 달리 육임 과전에서 상을 취하여 해석하고 응기를 찾아 정단을 하니 적중률이 마치 미리 정해진  대본을 보는듯 놀랍다. 예전부터 육임을 '육임 신과'라 부르는 이유가 있는 듯 하다.  인사학의 최고라 불리는 육임학을 정통으로 해석을 해나가는 방식이니 기존 64과체만으로 육임의 과전을 해석하는 것은 극히 일부분에 지나지 않아 많은 부분을 놓치기 쉬우나 과전을 폭넓게 해석하는 방식으로 풀이하니 다양한 분야에 적용이 가능하다. 대다수의 육임가들이 육임은 '일사일점 一事一占'이라는 원칙에 얽매여 하나의 과전으로 한가지 일만 정단할 수 있다는 잘못된 생각을 가지고 있다. 하지만 이것은 한번 정단한 일을 두번 정단하지 말라는 뜻이지 하나의 과전으로 여러 가지 일을 정단하지 말라는 뜻은 아니다.
또한 최근에는 '소담 양자 육임'을 새롭게 고안하여 (류신의 새로운 삼전을 조식하는 방법) 같은 종류의 여러사안을 동시에 해석하기 힘든 육임의 단점을 보완하여 누구나 쉽게 정단을 할 수 있도록 힘쓰고 있으며 육임의 대중화를 위하여 노력중이다.
대육임은 점학으로 많이 알려져 있으나 대육임으로 보는 한 해 신수와 사람의 평생운을 정확히 판단할 수 있는 대육임 평생운 해석법 또한 제시 하고 있다.
현재는 더욱 널리 육임학의 대중화를 위해서 유튜브에서 '소담육임' 에서 직접 정단한 정단사례를 소개하고있다.

### 양자육임
육임 과체는 하루에 12개의 과전이 조식 되는데 현대의 다양한 상황을 12개의 과전만으로 해석을 한다면 분명 한계를 느낄 수 밖에 없을 것이다.
그래서 고금古今의 전적典籍을 찾아보면 필법부畢法賦의 97법에 류신의 삼전을 조식하는 방법을 논論하였고 임귀壬歸에(류신삼전변통법 類神三傳變通法)과 (삼재역간예약 三才易簡例約 )에서 류신으로 삼전을 조식하는 방법을 설명하였다.
하지만 불확실성 시대를 살아가는 현대인들의 다양한 인사人事를 류신으로 분류할 수 없는 일들이 많기에 역시 한계를 느끼게 된다.
이런 이유로 육임 고전에서 제시한 방법을 연구한 끝에 양자수를 활용하여 양자육임을 고안하게 되었다.
양자 육임은 각각의 사안에 별도의 삼전을 조식하여 12개뿐인 과전에 한계성을 뛰어 넘어 하루에 1,728개의 과전으로 현대인들의 다양한 인사에 즉각 반응할 수가 있다.
(소담 육임 아카데미)

### 육임풍수
좌 청룡 우 백호 전 주작 후 백호 육임의 천장 천신들을 활용하여 현장에 가보지 않고도 풍수의 기운을 파악하여 양택(살아있는 자의 집)과  음택(죽은 자의 집)을 판단한다.
풍수공부의 마지막에는 육임을 알아야 진정한 풍수를 알 수가 있다고 한다.
그것은 사람의 눈으로도 볼 수 없는 기운의 강함, 약함, 길함, 흉함을 파악 할 수있기 때문이다.
아무리 좋은 땅이라 하여도 각자의 기운과 맞지 않으면 그곳과는 인연이 없는 것이다. 이런 부분을 육임풍수는 명확히 제시하여 각자의 인연이되는 풍수를 알 수가 있다.
묘(산소)의 기운을 육임학으로 정단하여 흉한 집안의 기운을 개운해준 정단 사례는 육임학의 진가를 보여준다.
참고 자료 (육임으로 풀어보는 세상만사, 육임정단 백례집, 육임단안정해)

### 육임 성명학
육임 성명학은 출생일시로 육임 평생국을 채출하여 평생국에서 살아가며서
가장 큰 문제점과 어려움을 극복할 수 있는 글자를 찾아서 성명으로 변환을 시켜 개운을 시켜주는 최고의 성명학이다.
육임 방편의 중에 육임 방편으로 현재 처한 상황을 개운하는 방법이 있는데 육임 성명학은 하나의 사안에 대해서 긍정적 변화를 주는
육임 방편을 뛰어 넘어 한 사람이 일생을 살아가면서 필요한 글자를 성명으로 변환을 해주는 평생의 개운법이다.
육임 평생국에서 약한 부분을 채워주는 방식으로 육임 평생국 과전을 해석을 할수있는 경지에 있는 육임가만이
육임 참명(작명)을 할 수있다.
육임가 소담이 육임 성명학을 창시하여 소담 육임 아카데미에서 최초로 공개를 하였다.

### 육임 전생론
인사학의 최고봉으로 꼽히는 육임신과의 최고의 경지라 할 수 있다. 
육임으로 보는 전생은 현생의 거울과 같다. 우리가 거울을 보고 깨끗하게 단장을 하듯이 
전생의 거울을 보고 우리들의 삶을 단장 할 수 있도록 한다.
일반적으로 전생을 생각하면 전생에 죄가 많아서 현생에서 고통을 받는 다거나 
전생에 좋은 일을 많이해서 현생에 편안하게 살아간다는 등의 인식이 주를 이루고 있다.
하지만 육임으로 다양한 사람들의 전생과 현생을 연결지어 살펴보면 반드시 인과응보의 이치 만은 아니다.
많은 사람들이 전생의 모습을 정확히 파악하지 못하고 현생을 사는 우리들을 삶을
옭아매고 있다.
현실성 없는 마냥 좋은 말들로 현생을 사는 사람들을 위로하고 보듬어 주기에는 각각 개인의 전생이 너무나 다양하다. 
개개인의 다양한 삶이 있기 때문에 느끼고 깨닫== 육임 전생론 ===
인사학의 최고봉으로 꼽히는 육임신과의 최고의 경지라 할 수 있다. 
육임으로 보는 전생은 현생의 거울과 같다. 우리가 거울을 보고 깨끗하게 단장을 하듯이 
전생의 거울을 보고 우리들의 삶을 단장 할 수 있도록 한다.
일반적으로 전생을 생각하면 전생에 죄가 많아서 현생에서 고통을 받는 다거나 
전생에 좋은 일을 많이해서 현생에 편안하게 살아간다는 등의 인식이 주를 이루고 있다.
하지만 육임으로 다양한 사람들의 전생과 현생을 연결지어 살펴보면 반드시 인과응보의 이치 만은 아니다.
많은 사람들이 전생의 모습을 정확히 파악하지 못하고 현생을 사는 우리들을 삶을
옭아매고 있다.
현실성 없는 마냥 좋은 말들로 현생을 사는 사람들을 위로하고 보듬어 주기에는 각각 개인의 전생이 너무나 다양하다. 
개개인의 다양한 삶이 있기 때문에 느끼고 깨달는 바는 모두 다를 것이다.<소담육임>

## 참고 문헌
- 육임으로 풀어보는 세상만사 (소담)
- 육임정단 백례집 (소담)
- 육임직지주해 총 7권 (소담)
- 육임단안정해 (소언화 정단, 번역 소담)
- 육임금구결입문 (소담)
- 육임 초중급 완성 (소담)
- 초보육임상해 1,2권 (저자 김태은, 감수 소담)
- 육임입문1,2,3 (이우산, 대유학당)
- 육임실전 (이우산, 대유학당)
- 대육임필법부 (능복지저.이우산역, 대유학당)
- 육임정의 (장태상, 명문당)
- 아부태산전집 육임신과 시리즈 (아부태산, 삼원문화사)
- 오행수법제례의식집 (효사, 육임나라)
- 大六壬探原 (袁樹珊, 武陵出版社)
- 大六壬通解 (葉飄然, 華齡)
- 六壬大全 (張耀文口述　掛川掌瑛編著)
- 六壬神課活用秘儀 (佐藤六龍著, 香草社)